# Roumanie au Concours Eurovision de la chanson 2019
La Roumanie est l'un des quarante et un pays participants du Concours Eurovision de la chanson 2019, qui se déroule à Tel-Aviv en Israël. Le pays est représenté par la chanteuse Ester Peony et sa chanson On a Sunday, sélectionnées va l'émission Selecția Nationalǎ 2019. En demi-finale, le pays se classe 13e avec 71 points, ce qui ne lui permet pas de se qualifier en finale.

## Sélection
Le diffuseur TVR a confirmé sa participation le 20 septembre 2018. Le 9 novembre 2018, le diffuseur annonce la reconduction de l'émission Selecția Nationalǎ 2019.

### Format
La sélection est constituée de deux demi-finales et d'une finale. Un total de vingt-trois artistes participent. Au terme de chaque demi-finales, six artistes se qualifient. Cinq sont désignés grâce au vote d'un jury d'experts et le sixième est choisi par le télévote roumain. Lors de la finale, le gagnant est désigné parmi les douze artistes encore en lice. Le vote consiste alors en six jurés internationaux, comptant pour six septièmes, tandis que le télévote roumain compte pour un septième du total.

### Chansons
Le diffuseur roumain TVR a ouvert une période de candidature du 9 novembre 2018 au 10 décembre 2018. Au terme de celle-ci, 126 chansons avaient été reçues par le diffuseur. Les vingt-quatre artistes sélectionnés sont annoncés le 20 décembre 2018.
Peu de temps après, le chanteur Dan Bittman annonce son retrait de la sélection. La télévision roumaine a alors accordé deux wildcards à Bella Santiago et Linda Teodosiu qui ont donc été sélectionnées pour la sélection. Suivant cette initiative, le chanteur Mihai Trăistariu s'est retiré de la sélection, qualifiant l'organisation de « floue » et accusant TVR de favoriser certains candidats. Finalement, la chanteuse Xandra se retire également, sans citer de raisons.
Le nombre total de candidats est donc de vingt-trois.
| Chansons participantes               | Chansons participantes    |
| Artiste                              | Chanson                   |
| ------------------------------------ | ------------------------- |
| 2 Gents                              | Ielele                    |
| Aldo Blaga                           | Your Journey              |
| Bella Santiago                       | Army of Love              |
| Berniceya                            | The Call: Dynasty of Love |
| Claudiu Mirea                        | We Are the Ones           |
| Dan Bittman                          | Pierd                     |
| Dya and Lucian Colareza              | Without You (Sin ti)      |
| Echoes                               | High Heels On             |
| Ester Peony                          | On a Sunday               |
| The Four                             | Song of My Heart          |
| Georgy                               | Tears                     |
| Johnny Bădulescu                     | Give Up Now               |
| Laura Bretan                         | Dear Father               |
| Letiția Moisescu and Sensibil Balkan | Daina                     |
| Linda Teodosiu                       | Renegades                 |
| Mihai                                | Baya                      |
| Nicola                               | Weight of the World       |
| Olivier Kaye                         | Right Now                 |
| Ommieh and Anakrisez                 | Rock This Way             |
| Steam                                | The Way It Goes           |
| Teodora Dinu                         | Skyscraper                |
| Trooper                              | Destin                    |
| TMW                                  | Make Me Your Man          |
| Vaida                                | Underground               |
| Xandra                               | Independent               |
| Xonia                                | Discrete                  |

### Émissions

#### Demi-finales
Lors de chaque demi-finale, la moitié des candidats participent. Cinq se qualifient grâce au jury, un grâce au télévote.
- Qualifiés du jury
- Qualifié du télévote

##### Première demi-finale
| Ordre | Artiste                 | Chanson                   | Jury  | Jury  | Télévote | Télévote |
| Ordre | Artiste                 | Chanson                   | Votes | Place | Voix     | Place    |
| ----- | ----------------------- | ------------------------- | ----- | ----- | -------- | -------- |
| 01    | Trooper                 | Destin                    | 36    | 3     | —        | —        |
| 02    | Berniceya               | The Call: Dynasty of Love | 8     | 9     | 104      | 6        |
| 03    | Ommieh and Anakrisez    | Rock This Way             | 23    | 8     | 262      | 4        |
| 04    | Teodora Dinu            | Skyscraper                | 27    | 5     | —        | —        |
| 05    | Dya and Lucian Colareza | Without You (Sin ti)      | 35    | 4     | —        | —        |
| 06    | Nicola                  | Weight of the World       | 27    | 6     | 255      | 5        |
| 07    | Steam                   | The Way It Goes           | 6     | 10    | 394      | 3        |
| 08    | Vaida                   | Underground               | 26    | 7     | 1 825    | 1        |
| 09    | Claudiu Mirea           | We Are the Ones           | 48    | 1     | —        | —        |
| 10    | The Four                | Song of My Heart          | 5     | 11    | 661      | 2        |
| 11    | Bella Santiago          | Army of Love              | 47    | 2     | —        | —        |

##### Deuxième demi-finale
| Ordre | Artiste                              | Chanson          | Jury  | Jury  | Télévote | Télévote |
| Ordre | Artiste                              | Chanson          | Votes | Place | Voix     | Place    |
| ----- | ------------------------------------ | ---------------- | ----- | ----- | -------- | -------- |
| 01    | 2 Gents                              | Ielele           | 18    | 7     | 295      | 2        |
| 02    | Georgy                               | Tears            | 5     | 10    | 191      | 4        |
| 03    | Olivier Kaye                         | Right Now        | 30    | 5     | —        | —        |
| 04    | Xonia                                | Discrete         | 14    | 9     | 154      | 5        |
| 05    | TMW                                  | Make Me Your Man | 1     | 12    | 254      | 3        |
| 06    | Johnny Bădulescu                     | Give Up Now      | 16    | 8     | 142      | 6        |
| 07    | Echoes                               | High Heels On    | 3     | 11    | 141      | 7        |
| 08    | Aldo Blaga                           | Your Journey     | 19    | 6     | 539      | 1        |
| 09    | Letiția Moisescu and Sensibil Balkan | Daina            | 37    | 4     | —        | —        |
| 10    | Laura Bretan                         | Dear Father      | 54    | 1     | —        | —        |
| 11    | Ester Peony                          | On a Sunday      | 41    | 3     | —        | —        |
| 12    | Linda Teodosiu                       | Renegades        | 52    | 2     | —        | —        |

#### Finale
- Vainqueur

| Ordre | Artiste                              | Chanson              | Jury | Télévote | Télévote | Total | Place |
| Ordre | Artiste                              | Chanson              | Jury | Voix     | Points   | Total | Place |
| ----- | ------------------------------------ | -------------------- | ---- | -------- | -------- | ----- | ----- |
| 01    | Linda Teodosiu                       | Renegades            | 36   | 771      | 6        | 42    | 4     |
| 02    | Olivier Kaye                         | Right Now            | 26   | 151      | 1        | 27    | 8     |
| 03    | Laura Bretan                         | Dear Father          | 48   | 4 685    | 12       | 60    | 2     |
| 04    | Teodora Dinu                         | Skyscraper           | 7    | 139      | 0        | 7     | 12    |
| 05    | Claudiu Mirea                        | We Are the Ones      | 19   | 134      | 0        | 19    | 9     |
| 06    | Aldo Blaga                           | Your Journey         | 10   | 455      | 4        | 14    | 10    |
| 07    | Ester Peony                          | On a Sunday          | 62   | 356      | 3        | 65    | 1     |
| 08    | Letiția Moisescu and Sensibil Balkan | Daina                | 35   | 572      | 5        | 40    | 5     |
| 09    | Bella Santiago                       | Army of Love         | 50   | 1 161    | 8        | 58    | 3     |
| 10    | Trooper                              | Destin               | 19   | 1 425    | 10       | 29    | 7     |
| 11    | Dya and Lucian Colareza              | Without You (Sin ti) | 8    | 332      | 2        | 10    | 11    |
| 12    | Vaida                                | Underground          | 28   | 988      | 7        | 35    | 6     |

| Votes détaillés des jurés internationaux | Votes détaillés des jurés internationaux | Votes détaillés des jurés internationaux | Votes détaillés des jurés internationaux | Votes détaillés des jurés internationaux | Votes détaillés des jurés internationaux | Votes détaillés des jurés internationaux | Votes détaillés des jurés internationaux | Votes détaillés des jurés internationaux |
| Ordre                                    | Chanson                                  | W.L. Adams                               | D. Aderemi                               | A. Calancea                              | Ș. Cazan                                 | T. Eshkoli                               | E. de Forest                             | Total                                    |
| ---------------------------------------- | ---------------------------------------- | ---------------------------------------- | ---------------------------------------- | ---------------------------------------- | ---------------------------------------- | ---------------------------------------- | ---------------------------------------- | ---------------------------------------- |
| 01                                       | Renegades                                | 2                                        | 6                                        | 8                                        | 8                                        | 6                                        | 6                                        | 36                                       |
| 02                                       | Right Now                                | –                                        | 2                                        | 6                                        | 5                                        | 5                                        | 8                                        | 26                                       |
| 03                                       | Dear Father                              | 6                                        | 4                                        | 12                                       | 7                                        | 7                                        | 12                                       | 48                                       |
| 04                                       | Skyscraper                               | –                                        | 5                                        | –                                        | –                                        | 2                                        | –                                        | 7                                        |
| 05                                       | We Are the Ones                          | 1                                        | 3                                        | 4                                        | 4                                        | 3                                        | 4                                        | 19                                       |
| 06                                       | Your Journey                             | 3                                        | –                                        | 1                                        | 1                                        | –                                        | 5                                        | 10                                       |
| 07                                       | On a Sunday                              | 12                                       | 12                                       | 7                                        | 12                                       | 12                                       | 7                                        | 62                                       |
| 08                                       | Daina                                    | 8                                        | 7                                        | 3                                        | 6                                        | 8                                        | 3                                        | 35                                       |
| 09                                       | Army of Love                             | 10                                       | 10                                       | 10                                       | 10                                       | 10                                       | –                                        | 50                                       |
| 10                                       | Destin                                   | 5                                        | –                                        | 5                                        | 3                                        | 4                                        | 2                                        | 19                                       |
| 11                                       | Without You (Sin ti)                     | 4                                        | 1                                        | –                                        | 2                                        | –                                        | 1                                        | 8                                        |
| 12                                       | Underground                              | 7                                        | 8                                        | 2                                        | –                                        | 1                                        | 10                                       | 28                                       |

La finale se conclut par la victoire d'Ester Peony et de sa chanson On a Sunday, qui représenteront donc la Roumanie à l'Eurovision 2019.

## À l'Eurovision
La Roumanie participe à la deuxième demi-finale, le 16  mai 2019. Finissant 13e avec 71 points, le pays échoue à se qualifier pour la finale.